# Timmelsjoch
Timmelsjoch (tal. Passo del Rombo, 2474 m/nm)  je visoki planinski prijevoj koji povezuje Ötztalske Alpe duž granice između Austrije i Italije.
Timmelsjoch povezuje dolinu Ötztal u austrijskoj državi Tirol s dolinom Passeier u talijanskoj pokrajini Južni Tirol, jer premošćuje prijevoj između Jochköpfla (3141 m, SI od prijevoja) i Wurmkogla (3082 m, JZ). Prijevoj se ponekad naziva "tajnim prolazom" jer se malo koristi u usporedbi s puno lakšim i nižim prijevojem Brenner (oko 25 km istočno) i prijevojem Reschen (oko 60 km zapadno).

## Povijest
Tijekom ranog kamenog doba, pastiri i njihova stada živjeli su u području Obergurgl u blizini Timmelsjoch. Do ranog brončanog doba, ledenjaci posljednjeg ledenog doba su se povlačili i razni lovci, pustolovi i lutajuća plemena ulazili su u više uzvisine u tom području u potrazi za divljači i blagom. Otkriće broša u blizini Schönbodenlackea koji datira iz latenskog razdoblja (oko 300. pr. Kr.) ukazuje na to da su ljudi prolazili preko Timmelsjocha u to doba. 
Do srednjeg vijeka rudarstvo je utjecalo na razvoj cestovne mreže na ovom području. Eksploatirani su kamenolomi mramora, poludragog kamenja i uljnih škriljevaca. Drevni put preko Timmelsjocha bio je jedan od mnogih takvih puteva u Tirolu koji je pomogao olakšati trgovinu i imao je dubok društveni, kulturni, politički i vjerski utjecaj na narode u regiji.  Timmelsjoch je bila posebno važna ruta jer je pružala jednu od najizravnijih ruta između gornje doline Inntal i Merana, regionalnog glavnog grada u to vrijeme, kao i dvorca Tirol i mjesta St. Leonhard in Passeier, gdje se cesta račva za prijevoj Jaufen, dolje do Sterzinga i dalje do ceste preko prijevoja Brenner.  U to je vrijeme bilo relativno malo kolskih staza, a putnici, trgovci i ljudi koji su vodili tovarne životinje bili su skloni birati najkraći put. 
Od kraja trinaestog do početka petnaestog stoljeća Timmelsjoch je omogućio povećanu trgovinu. Ötztaler Kraxenträger (nosači košara) preko prijevoja su prenosili lan, stoku, sušenu slaninu, mast, ocat, vino i žestoka pića. Ovi rani trgovci rutama i tehnikama koje će kasnije inspirirati moderne alpiniste. Ime "Thymelsjoch" prvi put se pojavilo 1241. u pismu koje je napisao bavarski grof Eschenlohe. Stoljećima se naširoko koristio način pisanja "Thimmeljoch". Sadašnji pravopis ušao je u upotrebu tek u dvadesetom stoljeću prilikom izgradnje asfaltirane ceste. 

## Timmelsjoch Hochalpenstrasse
Prvi planovi za izgradnju ceste preko Timmelsjocha izrađeni su 1897. godine, kada je tirolski Landtag (regionalna skupština) utvrdio plan izgradnje koji je uključivao izgradnju nekoliko "suparničkih cesta", uključujući cestu preko Timmelsjocha. Radovi neće započeti sve do jeseni 1955.  Dana 7. srpnja 1959., nakon četiri godine izgradnje, 12-kilometarska cesta je konačno otvorena za javnost. Timmelsjoch Hochalpenstrasse je dobro projektirana i integrirana u krajolik.
Dok je cesta iz doline Ötztal izgrađena u turističke svrhe, situacija u dolini Passeier (na južnoj strani) bila je vrlo drugačija. Kao i u mnogim drugim dijelovima talijanskih Alpa, Mussolini, talijanski državnik od 1922. do 1945., dao je izgraditi brojne vojne ceste prema međunarodnim granicama Italije. Izgradnja ceste od mjesta Moos in Passeier, 10 km jugoistočno od prijevoja, započeta 1930-ih. Nakon sastanka Mussolinija i Hitlera na Brenneru 1939. građevinski radovi su prekinuti. Cesta je bila uska i gruba, ali skoro dovršena. Zadnji 700-metarski tunel je prokopan; samo preostali potez od 2 km od njegovog kraja do prijevoja nije izgrađen. Sljedećih godina tunel se dijelom urušio. Od 1939. do sredine 1960-ih nedovršena, zatravljena cesta služila je samo za potrebe šumarstva. Radovi na izgradnji nastavljeni su sredinom 1960-ih, a cesta je dovršena do prijevoja i puštena u promet 1967. godine.
Cesta na strani doline Ötztal zove se Timmelsjoch Hochalpenstrasse. Prijevoj je sada popularan među turistima automobilima i motorima. Prijevoj Timmelsjoch je zbog visine, strmine i uske ceste zatvoren za kamione i vozila s prikolicom. Sa svojim dramatičnim krajolikom, osobito na južnoj strani, cesta je postala popularna među biciklistima. Posljednje nedjelje u kolovozu nekoliko tisuća biciklista sudjeluje u biciklističkom maratonu Ötztaler i penju se C9 km dugom dionicom od St. Leonharda in Passeieru (672 m) do prijevoja, penjući se 1800 metara — četvrti i posljednji prijelaz uključen u napornih 238-kilometarski maraton.

## Prijevoj Timmelsjoch
Prijevoj Timmelsjoch otvoren je za promet otprilike od prve polovice lipnja do druge polovice listopada (točni datumi ovise o snježnim uvjetima) svaki dan od 7:00 do 20:00 sati. Strana doline Ötztal podliježe naplati cestarine. Na prijevoju Timmelsjoch, konoba na vrhu Rasthaus putnicima nudi topla jela i pića te terasu za sunčanje. S pogledom na Rasthaus nalazi se kamena planinska koliba s križem na vrhu u blizini.
Nekoliko kamenih oznaka na tom području označava austrijsko-talijansku granicu.

## Galerija
- Velike stolice na prijevoju, po jedna sa svake strane granice, s graničnom oznakom između
- Tunel do prijevoja s talijanske strane
- Kamena planinarska koliba na prijevoju
- Križ na uzvisini pored prijevoja
- Oštri zavoji s talijanske strane
- Snijeg početkom lipnja
- Taverna na prijevoju

## Vanjske poveznice
- Profil na climbbybike.com  Arhivirana inačica izvorne stranice od 8. srpnja 2011. (Wayback Machine)
- Picture from the Timmelsjoch
- Timmelsjoch Hochalpenstrasse homepage
- Cycling up to the Timmelsjoch: data, profile, map, photos and description